# Ấn Độ Dương
Ấn Độ Dương (Tiếng Anh: Indian Ocean) là đại dương có diện tích lớn thứ ba trên thế giới, bao phủ 75.000.000 km² hay 19,8% diện tích mặt nước trên Trái Đất. Đại dương này được giới hạn bởi bán đảo Ấn Độ, Pakistan và Iran về hướng Bắc, bởi Đông Nam Á (cụ thể là Myanmar, Thái Lan, Malaysia, Indonesia) và châu Đại Dương) về hướng Đông, cũng như bởi bán đảo Ả Rập và châu Phi về phía Tây. Ấn Độ Dương mở tại hướng Nam và giáp Nam Băng Dương. Tên gọi của đại dương này được đặt theo Ấn Độ. Sử sách tiếng Việt trước thế kỷ XX còn gọi nó này là Tiểu Tây Dương.
Theo quy ước quốc tế, ranh giới giữa Ấn Độ Dương và Đại Tây Dương nằm ở kinh tuyến 20° Đông, và ranh giới với Thái Bình Dương nằm ở kinh tuyến đi ngang qua đảo Tasmania (phía nam của mũi Agulhas) ở kinh tuyến 146°55' Đ. Ấn Độ Dương chấm dứt chính xác tại vĩ tuyến 60° Nam và nhường chỗ cho Nam Đại Dương, về phía bắc ở khoảng 30 độ Bắc trong vịnh Ba Tư. Đại dương này rộng gần 10.000 km tại khu vực giữa Úc và châu Phi và diện tích 73.556.000 km² bao gồm cả biển Đỏ và Vịnh Ba Tư. Ấn Độ Dương có thể tích ước khoảng 292.131.000 km³.

## Địa lý

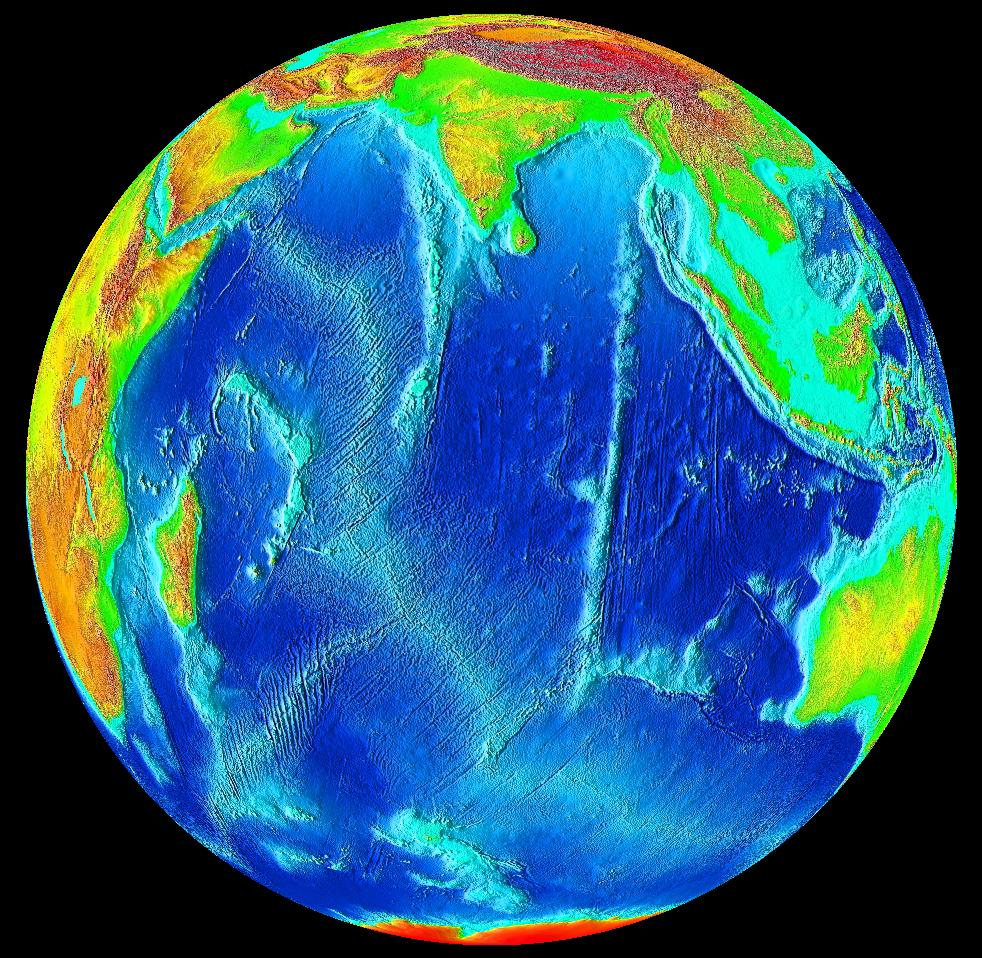
Đáy đại dương của Ấn Độ Dương bị chia cắt bởi những rặng núi trải dài và uốn lượn bởi các cấu trúc vô trùng, Bản đồ độ sâu của Ấn Độ Dương

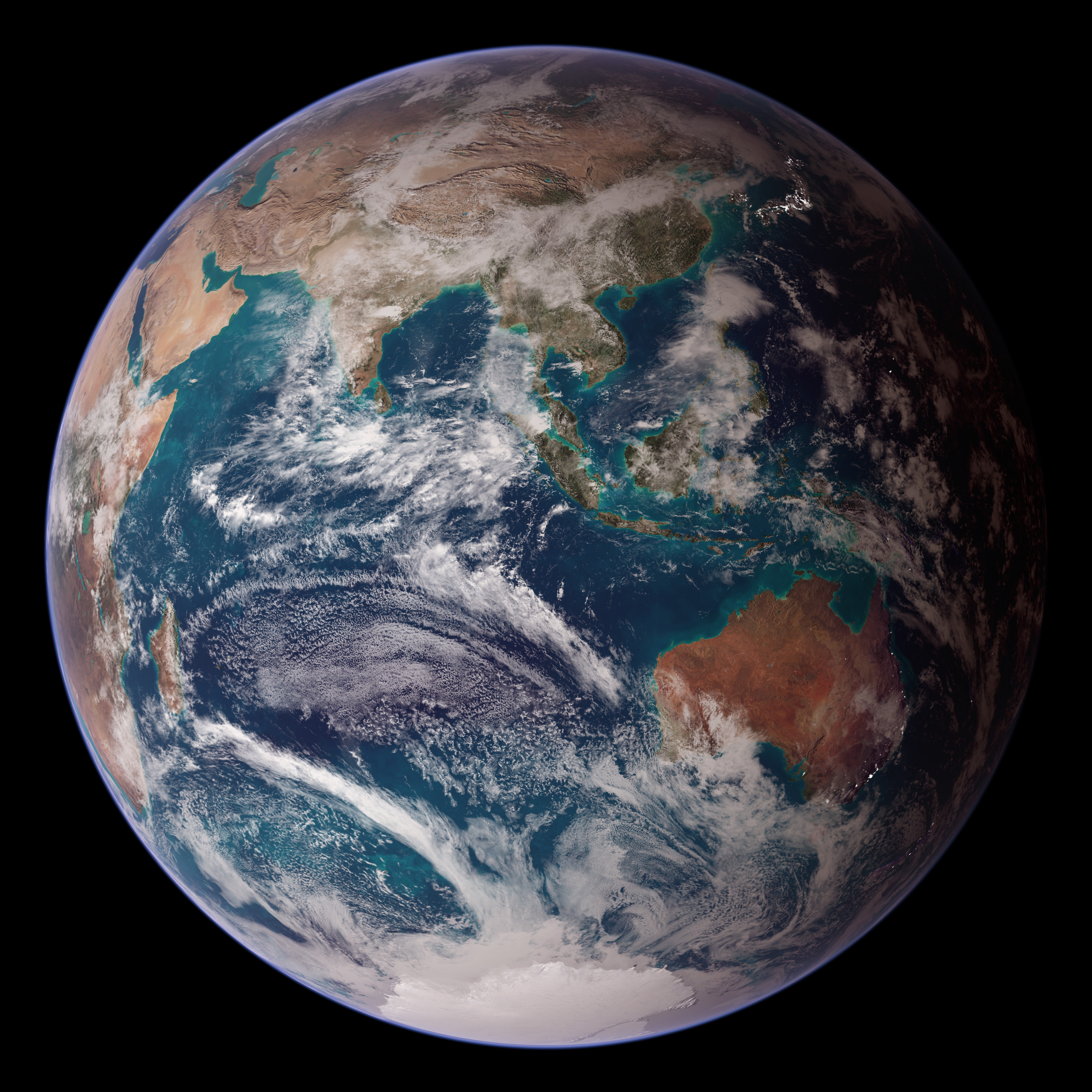
Ảnh chụp Trái Đất từ vệ tinh mà trong đó Ấn Độ Dương là trung tâm

### Phạm vi
Năm 1953, Tổ chức Thủy văn Quốc tế quy định rằng ranh giới của Ấn Độ Dương bao gồm Nam Đại Dương nhưng không bao gồm các biển rìa lục địa ở phía Bắc của nó. Năm 2000, tổ chức này tách Nam Đại Dương khỏi Ấn Độ Dương, đồng thời gộp các biển rìa lục địa ở phía Bắc vào đại dương này. Ấn Độ Dương giáp Đại Tây Dương ở 20 độ kinh Đông và với Thái Bình Dương ở 146°49 độ kinh Đông. Về phía Bắc, Ấn Độ Dương (bao gồm cả các biển rìa lục địa) kết thúc ở xấp xỉ 30 độ vĩ Bắc trên vịnh Ba Tư.
Ấn Độ Dương có diện tích 70.560.000 km2 (27.240.000 dặm vuông Anh) (bao gồm Biển Đỏ và Vịnh Ba Tư và không bao gồm Nam Đại Dương), hay 19,5% bề mặt của tất cả các đại dương trên thế giới. Đại dương này có thể tích 264.000.000 km3 (63.000.000 mi khối) hay 19,8% tổng thể tích của tất cả các đại dương; với độ sâu trung bình 3.741 m (12.274 ft) và độ sâu tối đa 7.906 m (25.938 ft).
Toàn bộ đại dương này nằm ở Đông Bán Cầu; điểm chính giữa Đông Bán Cầu, 90 độ kinh Đông, đi qua rãnh Ninety East.

### Đường bờ biển và thềm lục địa
Khác với Đại Tây Dương và Thái Bình Dương, Ấn Độ Dương không trải dài từ cực này đến cực kia của Trái Đất mà được các lục địa và quần đảo bao quanh ở ba phía, và vì thế có thể được xem như một vịnh khổng lồ. Trung tâm của đại dương này là bán đảo Ấn Độ. Mặc dù tiểu lục địa này có ảnh hưởng quan trọng đến lịch sử của Ấn Độ Dương, đại dương này vẫn là nơi giao thoa giữa nhiều khu vực thông qua các hoạt động giao thương và tôn giáo từ giai đoạn đầu của lịch sử loài người.
Ở các rìa hoạt động, Ấn Độ Dương có độ sâu trung bình 19 ± 0,61 km (11,81 ± 0,38 mi) và độ sâu tối đa 175 km (109 mi). Ở các rìa thụ động, đại dương này có độ sâu trung bình 47,6 ± 0,8 km (29,58 ± 0,50 mi). Các sườn lục địa có chiều rộng trung bình là 50,4–52,4 km (31,3–32,6 mi) lần lượt ở các rìa hoạt động và ở các rìa thụ động, và có độ sâu tối đa là 205,3–255,2 km (127,6–158,6 mi).
Australia, Indonesia và Ấn Độ là ba quốc gia có đường bờ biển dài nhất và đặc khu kinh tế lớn nhất. Thềm lục địa chiếm 15% diện tích Ấn Độ Dương. Hơn 2 tỉ người sinh sống ở các quốc gia giáp với Ấn Độ Dương, con số này là 1,7 tỉ với Đại Tây Dương và 2,7 tỉ với Thái Bình Dương (một số quốc gia giáp với nhiều hơn một đại dương).

#### Sông
Lưu vực của Ấn Độ Dương có diện tích 21.100.000 km2 (8.100.000 dặm vuông Anh) (hay 30% tổng diện tích đại dương này), gần như bằng đúng lưu vực của Thái Bình Dương và bằng một nửa lưu vực của Đại Tây Dương. Lưu vực của Ấn Độ Dương bao gồm khoảng 800 lưu vực nhỏ, bằng một nửa so với Thái Bình Dương, trong đó 50% nằm ở châu Á, 30% nằm ở châu Phi và 20% nằm ở châu Úc. So với các đại dương khác, các dòng sông đổ ra Ấn Độ Dương có chiều dài trung bình ngắn hơn (740 km (460 mi)), trong đó lớn nhất là sông Zambezi, sông Hằng-Brahmaputra, sông Ấn, sông Jubba, sông Murray, sông Shatt al-Arab, sông Wadi Ad Dawasir (một hệ thống sông đã khô cạn ở Bán đảo Ả Rập) và sông Limpopo.
Sau khi lục địa Đông Gondwana tan rã và dãy Himalaya được hình thành, sông Hằng-Brahmaputra chảy vào đồng bằng Bengal, đồng bằng sông lớn nhất thế giới.

### Biển rìa lục địa
Ấn Độ Dương có các biển rìa lục địa, vịnh và eo biển sau:
1. Biển Ả Rập - 3,862 triệu km²
2. Vịnh Bengal - 2,172 triệu km²
3. Biển Andaman - 797.700 km²
4. Biển Laccadive - 786.000 km²
5. Eo biển Mozambique - 700.000 km²
6. Biển Timor - 610.000 km²
7. Biển Đỏ - 438.000 km²
8. Vịnh Aden - 410.000 km²
9. Vịnh Ba Tư - 251.000 km²
10. Biển Flores - 240.000 km²
11. Biển Molucca - 200.000 km²
12. Biển Oman - 181.000 km²
13. Vịnh Đại Úc - 45.926 km²
14. Vịnh Aqaba - 239 km²
15. Vịnh Khambhat
16. Vịnh Kutch
17. Vịnh Suez

Dọc theo bờ biển phía Đông Ấn Độ, eo biển Mozambique ngăn cách Madagascar khỏi lục địa châu Phi, còn biển Zanj thì nằm ở phía Bắc Madagascar.
Phía Bắc biển Ả Rập, Vịnh Aden được eo biển Bab-el-Mandeb nối với biển Đỏ. Trên Vịnh Aden, vịnh Tadjoura nằm ở Djibouti, còn eo biển Guardafui ngăn cách đảo Socotra khỏi Sừng châu Phi. Biển Đỏ kết thúc về phía Bắc ở vịnh Aqaba and vịnh Suez. Ấn Độ Dương được kết nối với Địa Trung Hải bởi kênh đào Suez.
Vịnh Oman và eo biển Hormuz nối biển Ả Rập với vịnh Ba Tư. Trên vịnh Ba Tư, vịnh Bahrain ngăn giữa Qatar và Bán đảo Ả Rập.
Dọc theo bờ biển phía Tây Ấn Độ, vịnh Kutch và vịnh Khambat nằm ở phía Bắc Gujarat, còn biển Laccadive thì ngăn giữa Maldives và điểm cực Nam của Ấn Độ.
Vịnh Bengal nằm ở ngoài khơi phía Đông Ấn Độ. Vịnh Mannar và eo biển Palk ngăn giữa Sri Lanka và Ấn Độ, còn cầu Adam thì ngăn cách vịnh và eo biển này. Biển Andama nằm giữa Vịnh Bengal và Quần đảo Andama.
Các eo biển Malacca, Sunda và Torres nằm trên đường bờ biển của Indonesia. Vịnh Carpentaria và vịnh Đại Úc lần lượt nằm ở ngoài khơi phía Bắc và phía Nam Australia.

## Khí hậu

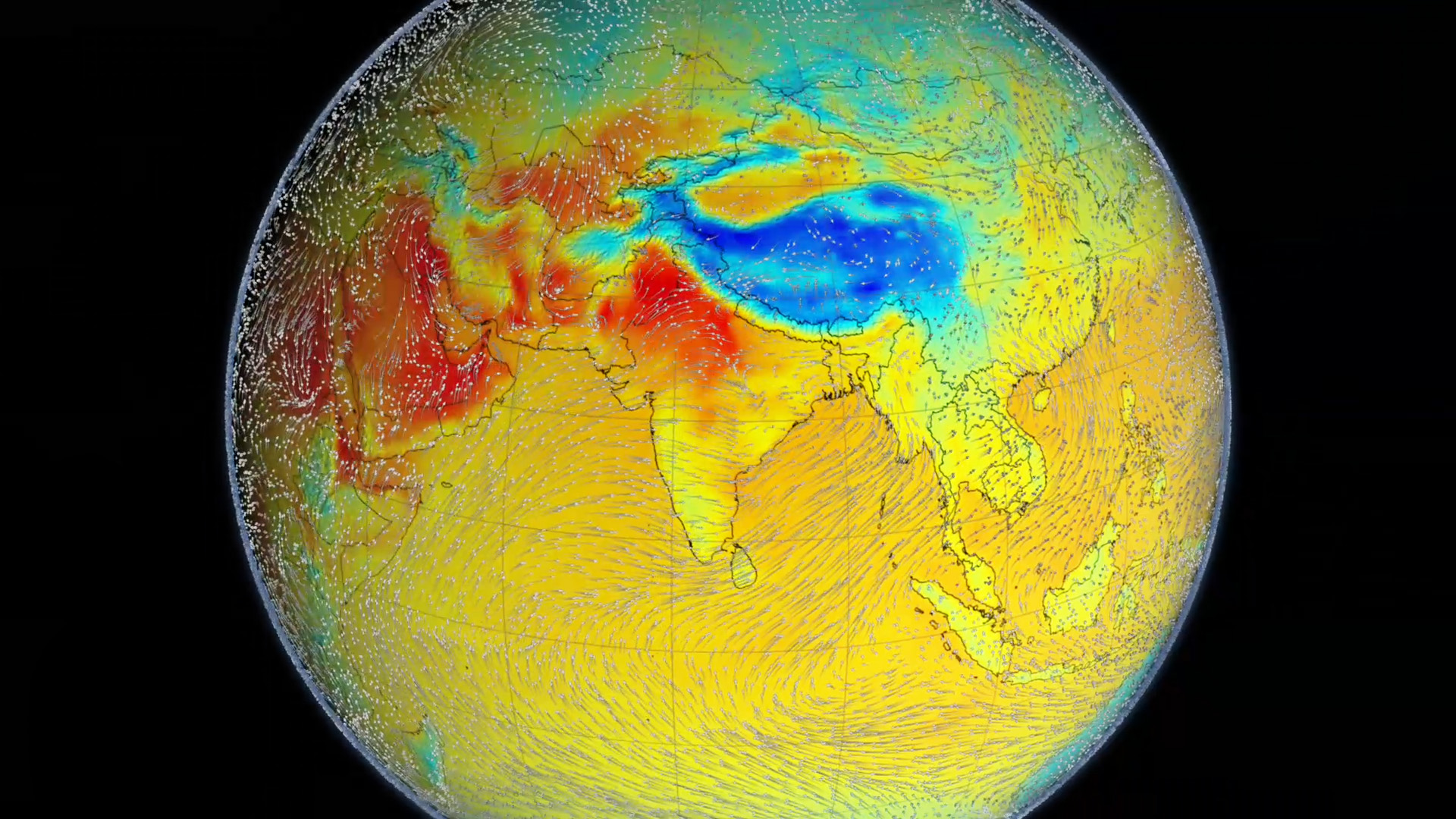
Vào mùa hè, các khối khí lục địa ấm hút khí ẩm từ Ấn Độ Dương và gây mưa lớn. Vào mùa đông, quá trình này đảo ngược và làm không khí trong lục địa khô hơn.

Khí hậu của Ấn Độ Dương có nhiều điểm độc đáo. Đại dương này chiếm phần lớn diện tích khu vực trung tâm của bể nước nóng nhiệt đới. Tương tác giữa bể nước nóng này và khí quyển tác động đến khí hậu trên quy mô cả khu vực lẫn toàn cầu. Gió mùa trên Ấn Độ Dương gây ra những biến động theo mùa cho các dòng hải lưu trên quy mô lớn, trong đó có việc đảo ngược hải lưu Somali và hải lưu Gió mùa Ấn Độ. Hiện tượng nước trồi xảy ra trên Nam Bán cầu ở gần Sừng châu Phi và bán đảo Ả Rập, cũng như trên Nam Bán cầu ở phía Bắc gió mậu dịch.
Ở phía Bắc xích đạo, Ấn Độ Dương chịu ảnh hưởng của khí hậu gió mùa. Các luồng gió Đông Bắc thổi từ tháng 10 đến tháng 4; còn các luồng gió Tây Nam thổi từ tháng 5 đến tháng 10. Trên biển Ả Rập, gió mùa mang mưa đến cho tiểu lục địa Ấn Độ. Trên Nam Bán cầu, nhìn chung gió thổi nhẹ hơn, nhưng gần Mauritius có thể có những cơn bão mùa hè mạnh. Khi gió mùa đổi hướng, các đường bờ biển giáp với biển Ả Rập và vịnh Bengal có thể phải hứng chịu xoáy thuận.
Ấn Độ nhận được khoảng 80% tổng lượng mưa hàng năm vào mùa hè. Ở khu vực này, mưa đóng vai trò quan trọng đến mức nhiều nền văn minh tại đây đã diệt vong khi không được mùa mưa cung cấp đủ lượng mưa. Trong suốt thời tiền sử, mùa mưa ở Ấn Độ đã trải qua nhiều biến động to lớn, bao gồm một giai đoạn có lượng mưa lớn từ năm 33.500–32.500 BP; một giai đoạn khô hạn từ năm 26.000–23.500 BC; và một giai đoạn mưa yếu từ năm 17.000–15.000 BP,
tương ứng với các sự kiện toàn cầu: Bølling-Allerød, Heinrich và Younger Dryas.

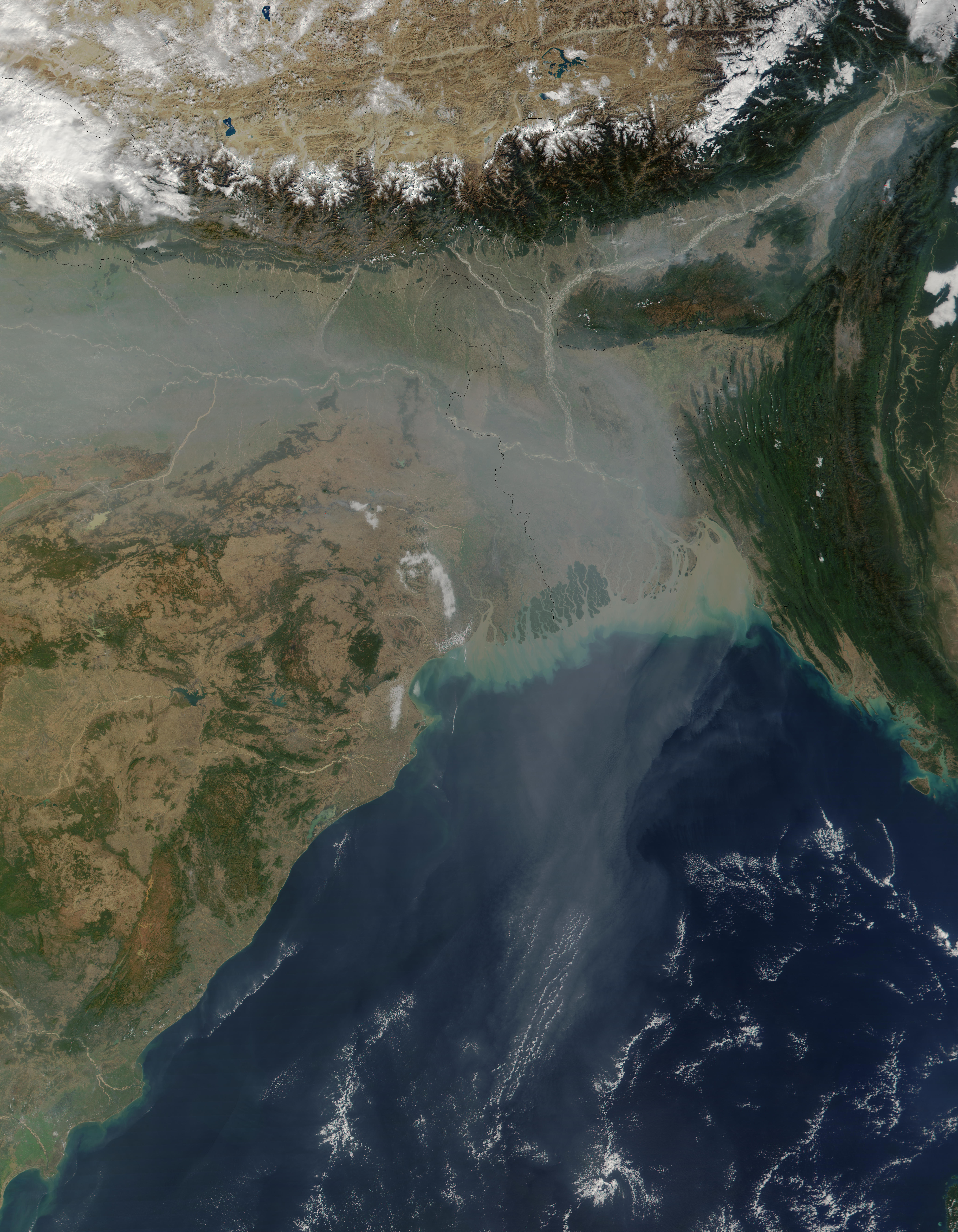
Ô nhiễm không khí ở Tây Á lan đến Vịnh Bengal và xa hơn nữa.

Ấn Độ Dương là đại dương có nước biển ấm nhất trên thế giới. Theo các số liệu về nhiệt độ đại dương, trong giai đoạn 1901–2012, nhiệt độ nước biển tại Ấn Độ Dương đã tăng lên 1,2 °C (34,2 °F) một cách nhanh chóng và liên tục (so với con số 0,7 °C (33,3 °F) ở vùng bể nước nóng). Các nghiên cứu đã cho thấy nguyên nhân của điều này là hiệu ứng nhà kính do con người gây ra cũng như những thay đổi về tần suất và quy mô của hiện tượng El Niño.
Ở phía Nam xích đạo (20-5°N), Ấn Độ Dương hấp thụ nhiệt vào mùa đông của Nam Bán cầu (từ tháng 6 đến tháng 10), và mất nhiệt vào mùa hè của Nam Bán cầu (từ tháng 11 đến tháng 3).
Năm 1999, Thí nghiệm Ấn Độ Dương đã cho thấy ô nhiễm không khí do các hoạt động đốt nhiên liệu hóa thạch và sinh khối ở Nam Á và Đông Nam Á (được biết đến với tên gọi mây nâu châu Á) đã lan đến tận đới hội tụ liên chí tuyến ở 60°N. Sự ô nhiễm này đã gây những hậu quả trên phạm vi khu vực lẫn toàn cầu.

## Sinh học

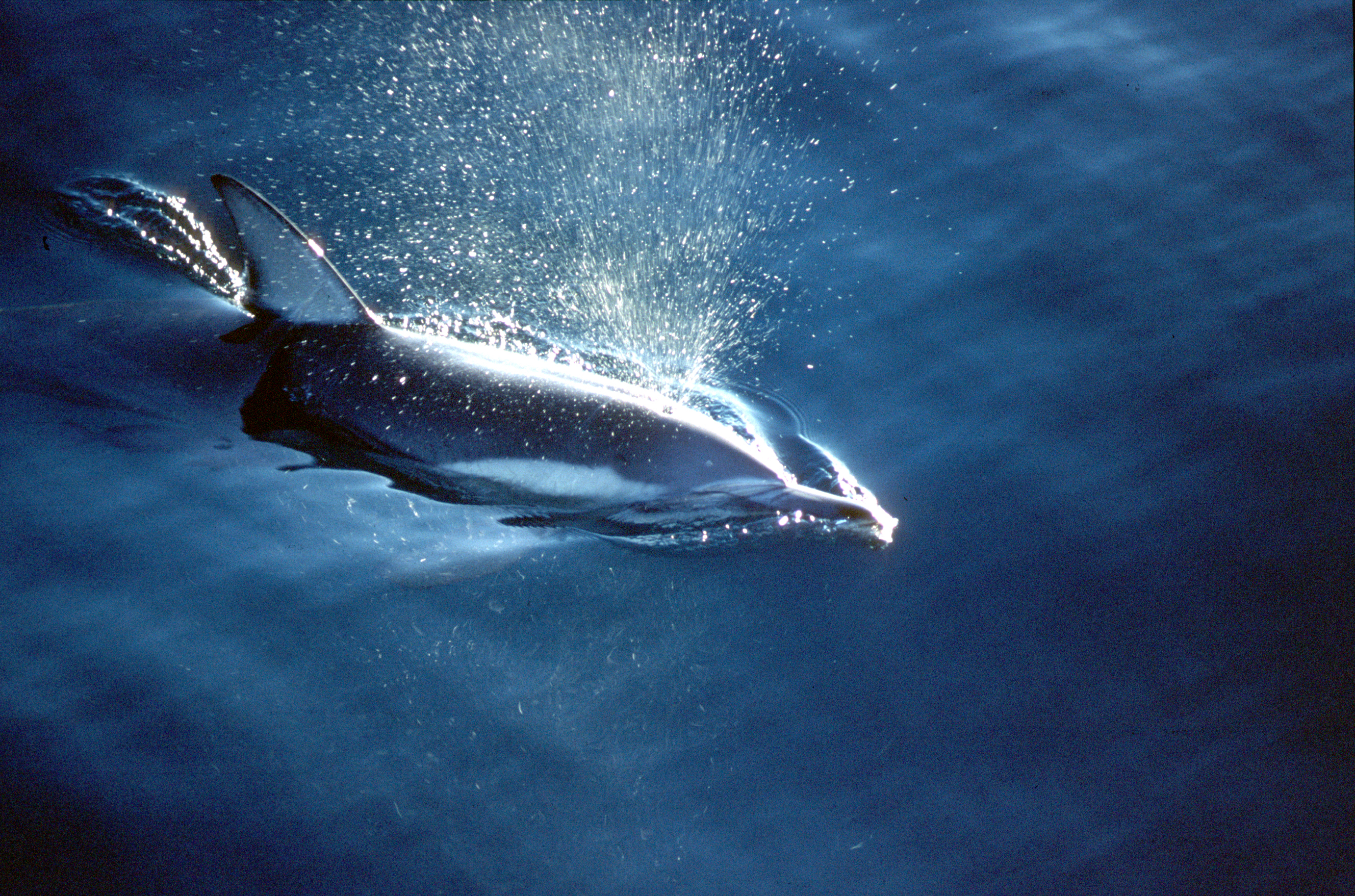
Cá heo ở ngoài khơi Tây Úc

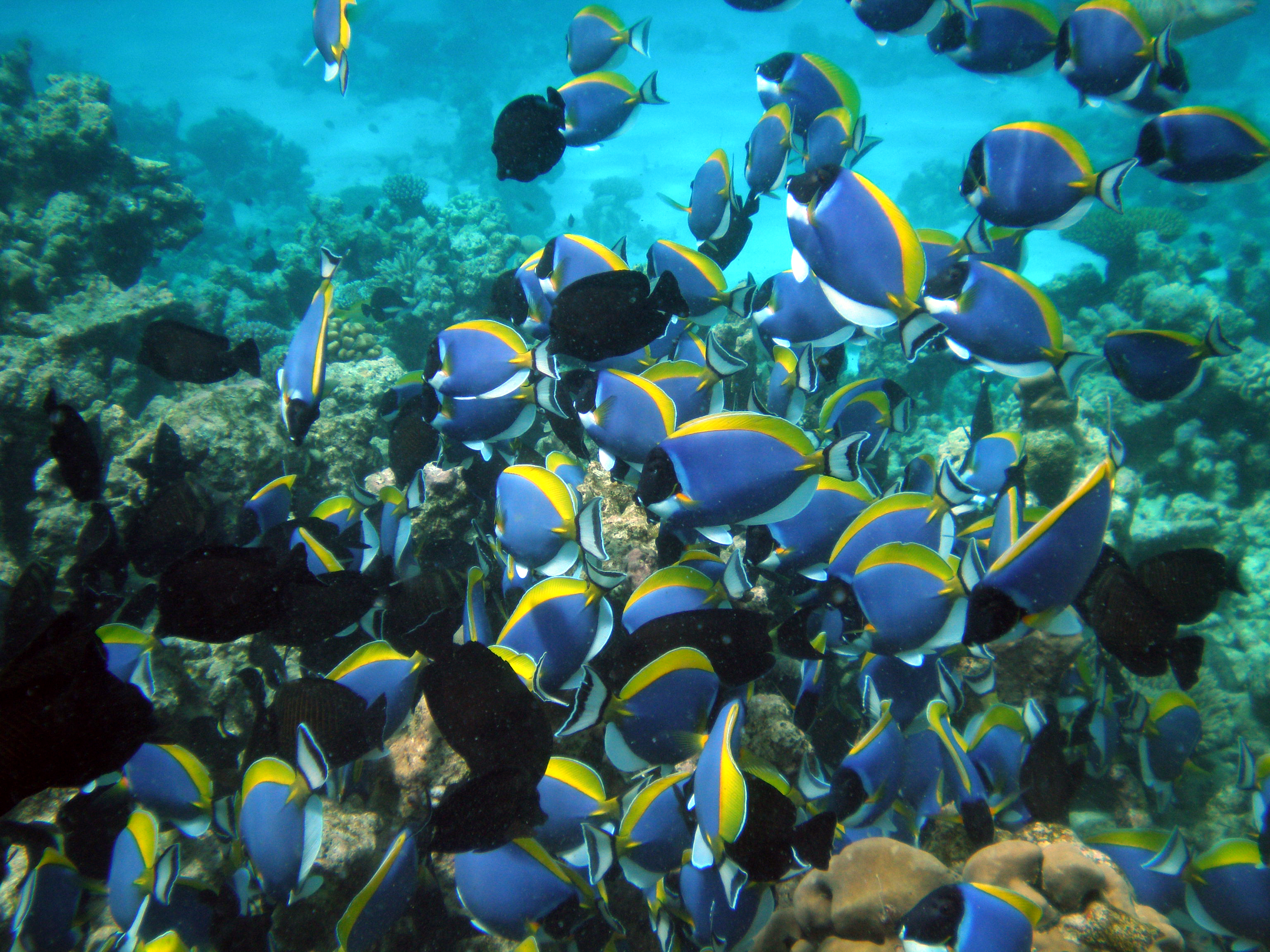
Một đàn Acanthurus leucosternon gần Maldives

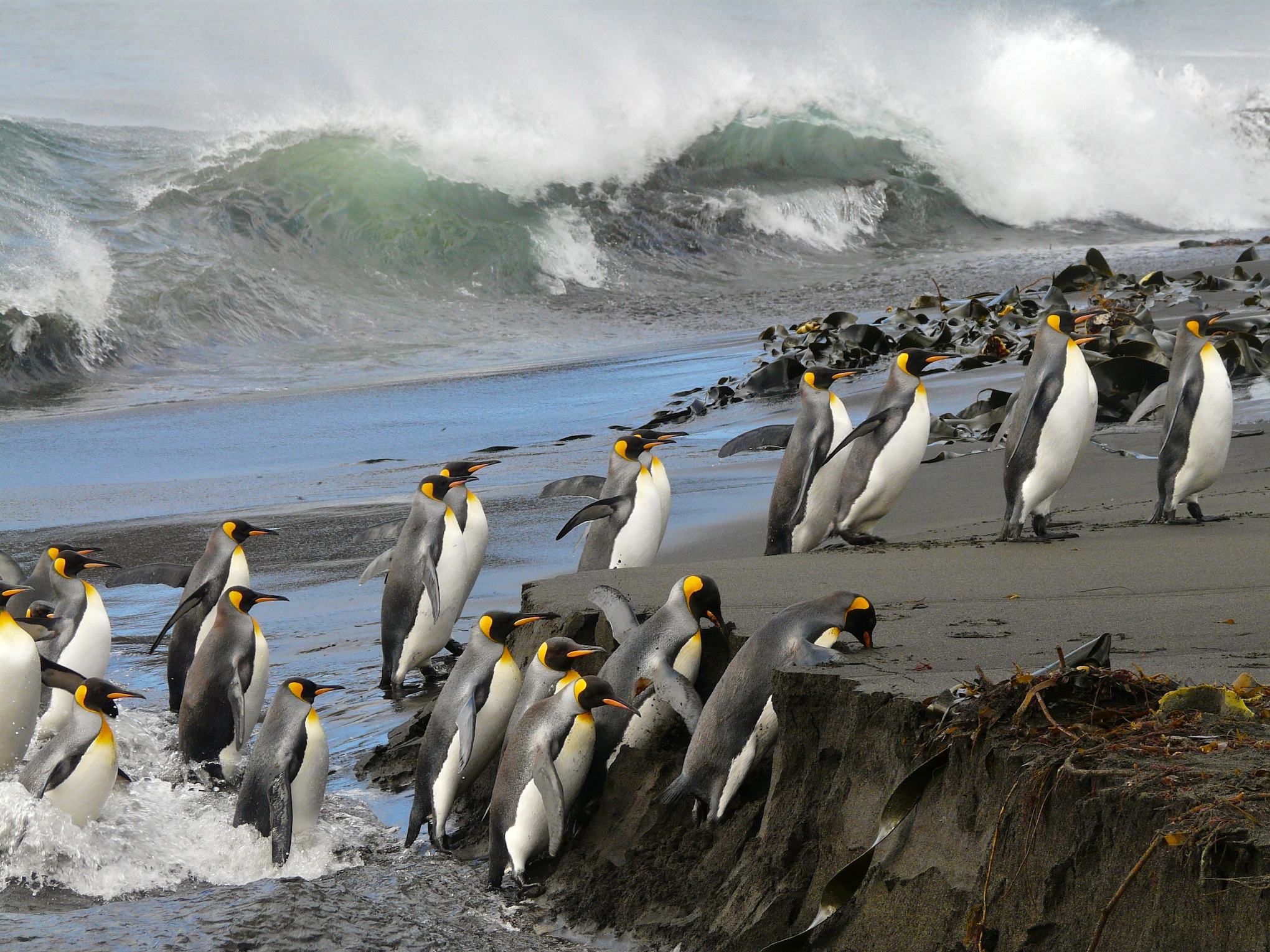
Chim cánh cụt Hoàng đế trên một bãi biển thuộc Quần đảo Crozet gần Nam Cực.

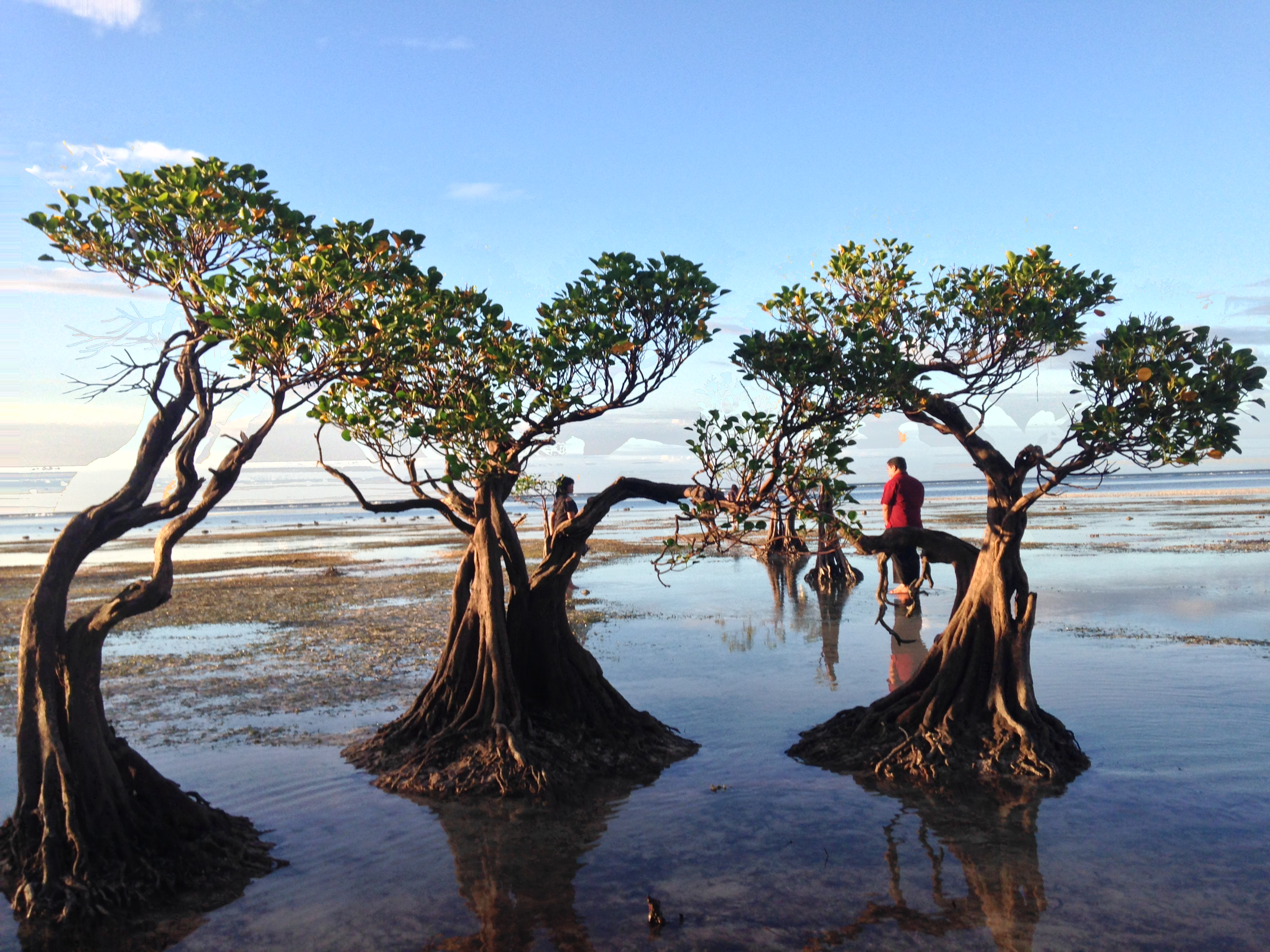
Rừng ngập mặn là hệ sinh thái rừng nhiệt đới và hạ nhiệt đới duy nhất thích nghi được với môi trường bờ biển. Bắt nguồn từ các đường bờ biển ở khu vực Indo-Malaysia, ngày nay rừng ngập mặn phân bố trên toàn thế giới.

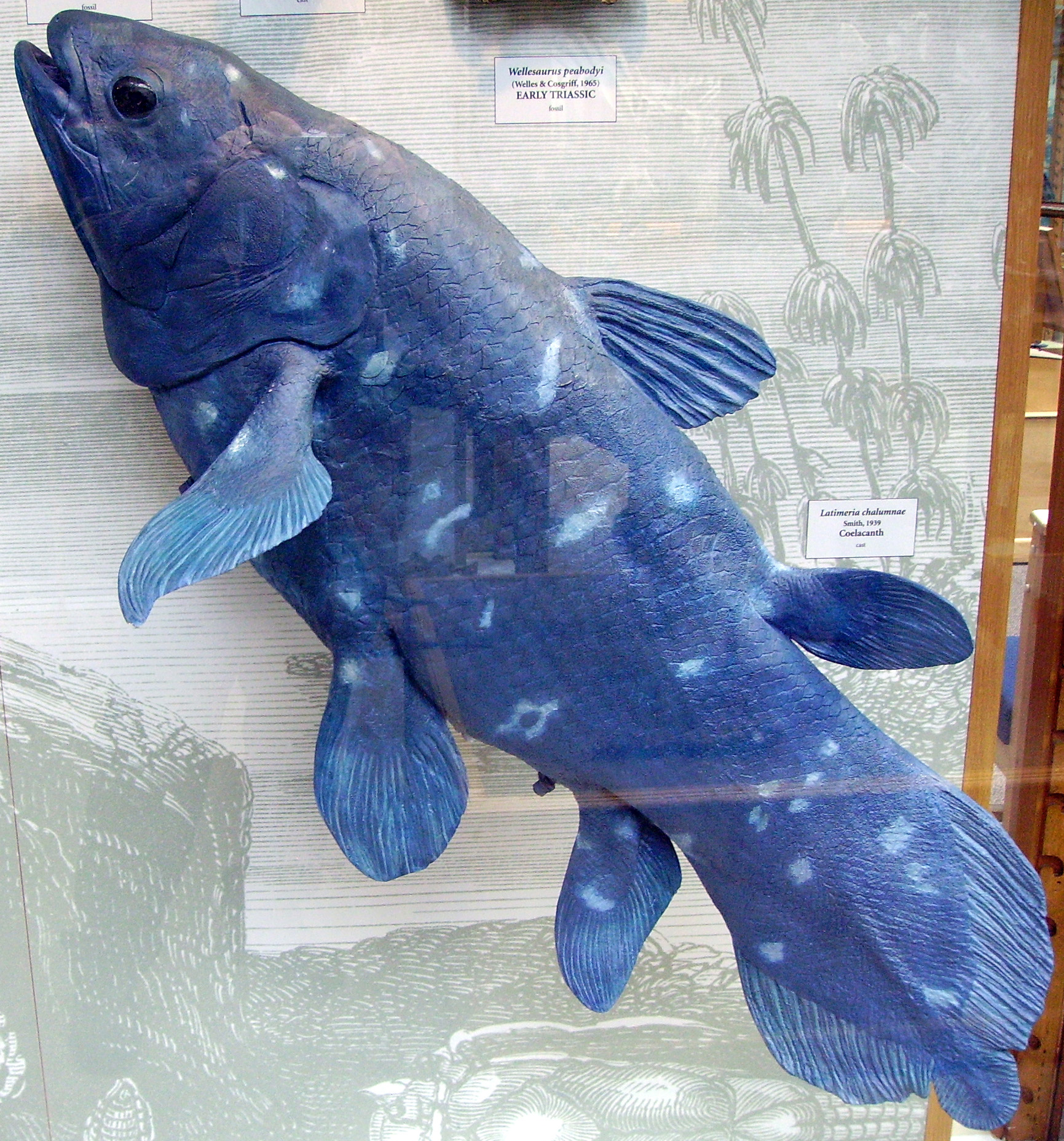
Cá vây tay từng được xem là đã tuyệt chủng nhưng đã được tìm thấy vào thế kỷ 20. Cá vây tay Ấn Độ Dương có màu xanh lam còn cá vây tay Indonesia có màu nâu.

Vào mùa hè, Ấn Độ Dương là nơi tập trung nhiều sự bùng nổ số lượng các loài thực vật phù du nhất trong số các đại dương nhiệt đới do có gió mùa thổi mạnh. Các luồng gió này gây ra hiện tượng nước trồi có tác dụng cung cấp chất dinh dưỡng cho các vùng nước trên cao nơi có đủ ánh sáng để thực vật phù du có thể quang hợp. Sự bùng nổ số lượng các loài thực vật phù du, nền tảng của lưới thức ăn dưới biển, đóng vai trò quan trọng đối với hệ sinh thái hải dương cũng như các loài cá lớn hơn. Trên tổng sản lượng đánh bắt cá ngừ của toàn thế giới, Ấn Độ Dương chiếm tỉ trọng lớn thứ hai. Các loại cá ở Ấn Độ Dương đóng vai trò ngày càng quan trọng đối với các quốc gia giáp ranh với đại dương này về cả tiêu thụ nội địa lẫn xuất khẩu. Các đoàn tàu đánh cá từ Nga, Nhật Bản, Hàn Quốc và Đài Loan cũng tiến hành hoạt động khai thác tại Ấn Độ Dương mà chủ yếu là đánh bắt tôm và cá ngừ.
Các nghiên cứu đã cho thấy nhiệt độ nước biển ngày càng tăng đang gây nguy hại đến hệ sinh thái của Ấn Độ Dương. Một nghiên cứu về những thay đổi ở thực vật phù du tại Ấn Độ Dương cho thấy số lượng sinh vật phù du ở đây đã giảm tới 20% trong vòng sáu thập niên vừa qua. Sản lượng đáng bắt cá ngừ cũng đã giảm 50–90% trong vòng một nửa thế kỷ vừa qua mà nguyên nhân chính là sự gia tăng trong hoạt động đánh bắt công nghiệp và nhiệt độ nước biển.
Các loài động vật có vú và rùa đang trong tình trạng nguy cấp hoặc sắp nguy cấp ở Ấn Độ Dương bao gồm:
| Tên                                                | Phân bố                                             | Chiều hướng |
| Nguy cấp                                           | Nguy cấp                                            | Nguy cấp    |
| -------------------------------------------------- | --------------------------------------------------- | ----------- |
| Sư tử biển Úc (Neophoca cinerea)                   | Tây Nam Australia                                   | Suy giảm    |
| Cá voi xanh (Balaenoptera musculs)                 | Toàn cầu                                            | Gia tăng    |
| Cá voi Sei (Balaenoptera borealis)                 | Toàn cầu                                            | Gia tăng    |
| Cá nược (Orcaella brevirostris)                    | Đông Nam Á                                          | Suy giảm    |
| Cá heo lưng bướu Ấn Độ Dương (Sousa plumbea)       | Phía Tây Ấn Độ Dương                                | Suy giảm    |
| Đồi mồi dứa (Chelonia mydas)                       | Toàn cầu                                            | Suy giảm    |
| Sắp nguy cấp                                       |                                                     |             |
| Dugong (Dugong dugon)                              | Khu vực xích đạo của Ấn Độ Dương và Thái Bình Dương | Suy giảm    |
| Cá nhà táng (Physeter macrocephalus)               | Toàn cầu                                            | Không rõ    |
| Ca voi vây (Balaenoptera physalus)                 | Toàn cầu                                            | Gia tăng    |
| Cá heo mũi hếch Australia (Orcaella heinsohni)     | Bắc Australia, New Guinea                           | Suy giảm    |
| Cá heo lưng bướu Thái Bình Dương (Sousa chinensis) | Đông Nam Á                                          | Suy giảm    |
| Cá heo không vây (Neophocaena phocaenoides)        | Phía Bắc Ấn Độ Dương, Đông Nam Á                    | Suy giảm    |
| Cá heo lưng bướu Australia (Sousa sahulensis)      | Bắc Australia, New Guinea                           | Suy giảm    |
| Rùa da (Dermochelys coriacea)                      | Toàn cầu                                            | Suy giảm    |
| Vích (Lepidochelys olivacea)                       | Toàn cầu                                            | Suy giảm    |
| Rùa quản đồng (Caretta caretta)                    | Toàn cầu                                            | Suy giảm    |

Ấn Độ Dương chứa 9 hệ sinh thái biển lớn: Hải lưu Agulhas, Hải lưu Somali, Biển Đỏ, Biển Ả Rập, Vịnh Bengal, Vịnh Thái Lan, Thềm lục địa Trung Tây Australia, Thềm lục địa Tây Bắc Australia và Thềm lục địa Tây Nam Australia. Các rạn san hô ở đại dương này có tổng diện tích khoảng 200.000 km2 (77.000 dặm vuông Anh). Trên các đường bờ biển bao quanh Ấn Độ Dương có các bãi biển và vùng gian triều có tổng diện tích 3.000 km2 (1.200 dặm vuông Anh), cũng như 246 cửa sông lớn. Các khu vực nước trồi có diện tích nhỏ nhưng đóng một vai trò quan trọng. Các ruộng muối siêu mặn tại Ấn Độ có tổng diện tích từ 5.000–10.000 km2 (1.900–3.900 dặm vuông Anh) và những loài sinh vật đã thích nghi với môi trường như vậy, chẳng hạn như Artemia salina và Dunaliella salina, có vai trò quan trọng với các loài chim.
Các rạn san hô, thảm cỏ biển và rừng ngập mặn là những hệ sinh thái phong phú nhất tại Ấn Độ Dương với hơn 20 tấn cá trên một kilômét vuông. Tuy nhiên, các hệ sinh thái này đang chịu ảnh hưởng của sự đô thị hóa khi các khu vực dân cư xung quanh đạt mật độ dân số lên tới vài nghìn người trên một kilômét vuông. Các kỹ thuật đánh bắt thủy sản tiên tiến cũng có khả năng phá hủy các hệ sinh thái này, trong khi sự gia tăng nhiệt độ nước biển thì gây tẩy trắng san hô.
Các khu rừng ngập mặn tại Ấn Độ Dương có tổng diện tích 80.984 km2 (31.268 dặm vuông Anh), hay gần một nửa toàn bộ diện tích rừng ngập mặn trên thế giới, trong đó 42.500 km2 (16.400 dặm vuông Anh) hay 50% nằm ở Indonesia. Rừng ngập mặn có nguồn gốc từ Ấn Độ Dương và đã thích nghi với nhiều môi trường sống ở đây, nhưng đại dương này cũng là nơi rừng ngập mặn đang bị phá hủy môi trường sống nhiều nhất.
Cá vây tay Tây Ấn Độ Dương được tìm thấy ở ngoài khơi Nam Phi vào những năm 1930. Cuối những năm 1990, cá vây tay Indonesia được tìm thấy ở ngoài khơi Đảo Sulawesi, Indonesia. Phần lớn các loài cá vây tay còn tồn tại được phát hiện ở Comoros. Sau hàng triệu năm, cá vây tay đã tiến hóa để sống được ở những môi trường khác nhau — lá phổi thích nghi với các vùng nước nông và mặn đã tiến hóa thành vây thích nghi với các vùng nước sâu.

## Giao thương

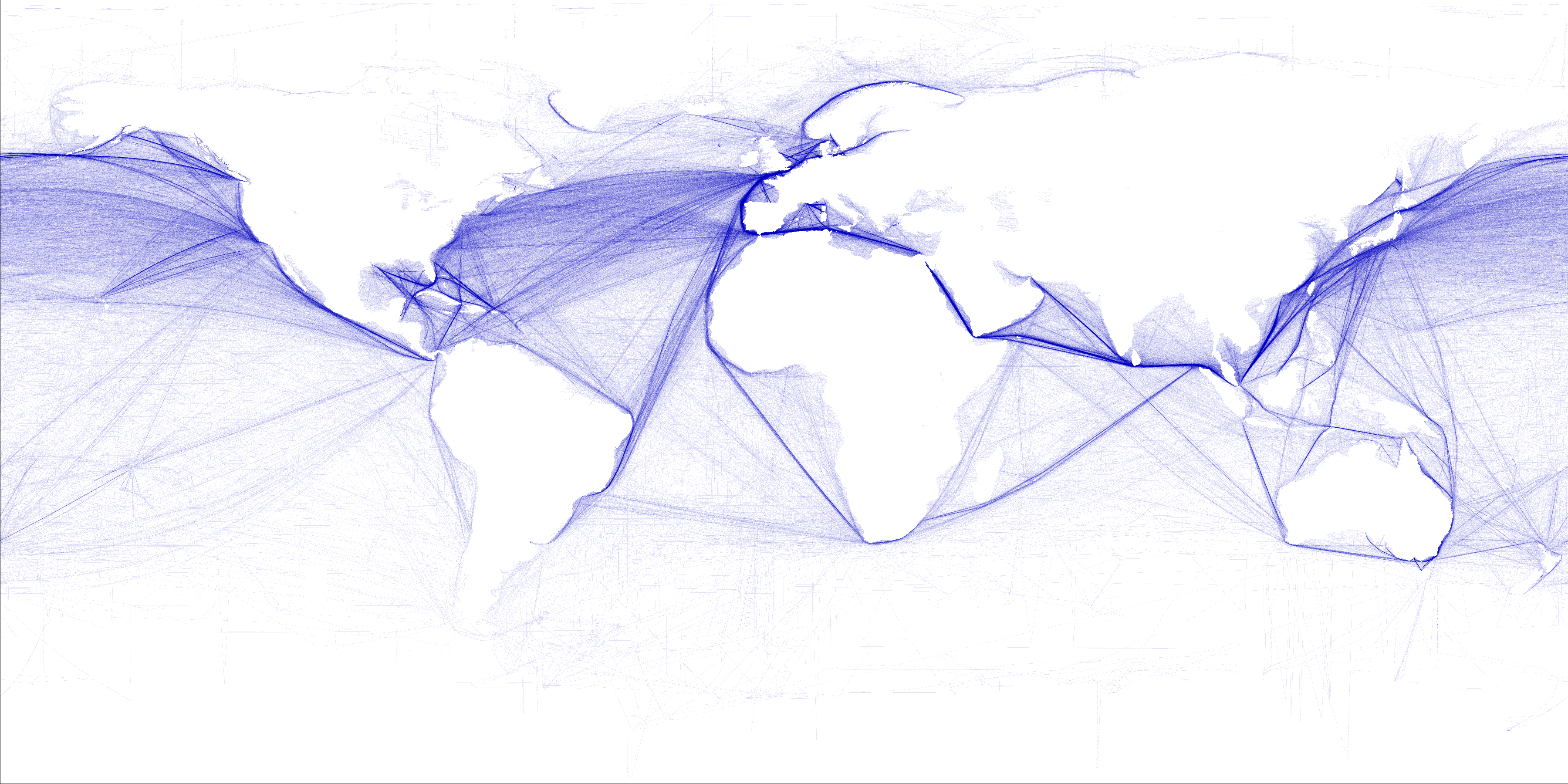
Phía Bắc Ấn Độ Dương có những tuyến giao thương đường biển lớn của thế giới.

Trong các tuyến đường biển của thế giới, các tuyến đường trên Ấn Độ Dương được xem là có tầm quan trọng chiến lược lớn nhất. Trên tổng lượng dầu mỏ được vận chuyển bằng đường biển, 80% được chuyên chở qua đại dương này cũng như các điểm án ngữ của nó, trong đó 40% đi qua eo biển Hormuz, 35% đi qua eo biển Malacca và 8% đi qua eo biển Bab el-Mandab.
Trên Ấn Độ Dương có những tuyến đường biển lớn kết nối các khu vực Trung Đông, châu Phi, Đông Á, châu Âu và châu Mỹ. Đáng chú ý, các tuyến đường này chuyên chở một lượng lớn dầu mỏ và các sản phẩm từ dầu mỏ bắt nguồn từ các mỏ dầu tại Vịnh Ba Tư và Indonesia. Moột trữ lượng lớn hydrocarbon cũng đang được khai thác ngoài khơi Ả Rập Xê Út, Iran, Ấn Độ và Tây Úc. Theo ước tính, 40% sản lượng dầu mỏ ngoài khơi của thế giới có nguồn gốc từ Ấn Độ Dương. Các bãi biển giàu khoáng vật cũng như các quặng ngoài khơi đang được khai thác bởi các quốc gia tiếp giáp Ấn Độ Dương, đặc biệt là Ấn Độ, Pakistan, Nam Phi, Indonesia, Sri Lanka và Thái Lan.

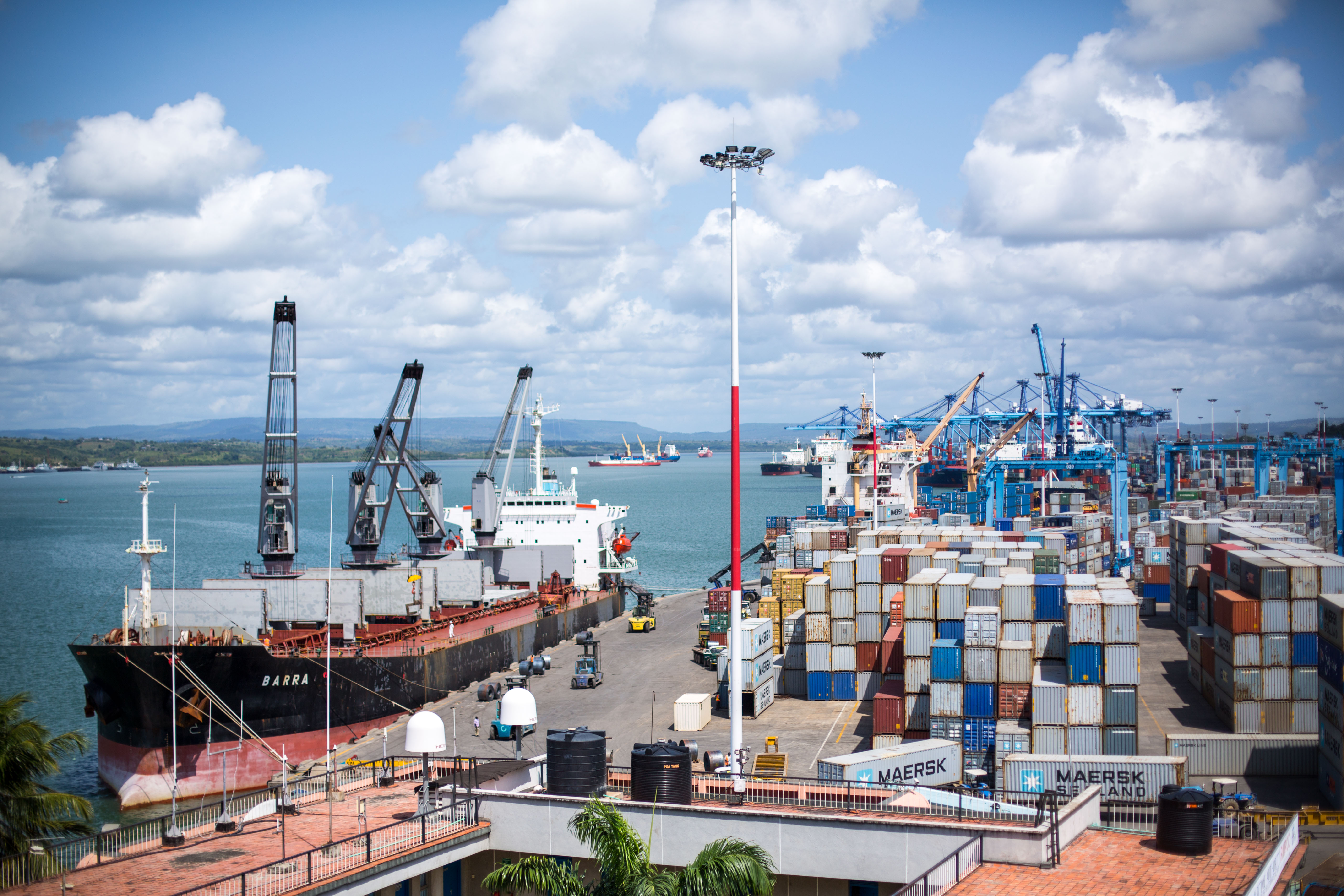
Cảng Mombasa trên đường bờ biển giáp Ấn Độ Dương của Kenya

Đặc biệt, con đường tơ lụa trên biển đi qua Ấn Độ Dương là nơi diễn ra một phần lớn hoạt động giao thương bằng container của toàn thế giới và tiếp tục đóng vai trò quan trọng với giao thương quốc tế, một phần nhờ sự hội nhập với châu Âu sau khi Chiến tranh Lạnh kết thúc và một phần khác nhờ những khởi xướng từ phía Trung Quốc. Các công ty Trung Quốc đã và đang đầu tư vào nhiều cảng trên Ấn Độ Dương, chẳng hạn như Gwadar, Hambantota, Colombo và Sonadia. Đã có nhiều tranh luận được dấy lên về ý đồ chiến lược của những khoản đầu tư này. Trung Quốc cũng đang đầu tư và nỗ lực tăng cường giao thương ở Đông Phi cũng như tại các cảng ở châu Âu như Piraeus và Trieste.